# 巴德玛多尔济内阁
巴德玛多尔济内阁是1919年至1920年外蒙古自治时期的内阁。

## 沿革
1919年4月20日，陆军衙门长兼充内阁总理大臣那木囊苏伦逝世。此后，亲王爵达喇嘛巴德瑪多爾濟担任内务长兼充内阁总理大臣。1919年11月17日，外蒙自治官府呈请北京政府撤治。1919年11月22日，中华民国大总统徐世昌正式宣布外蒙古撤治，归政中华民国中央政府。1920 年1月初，西北筹边使兼西北边防司令督办外蒙古善后事宜徐树铮改组了外蒙古自治官府，将其并入西北筹边使公署，外蒙古自治官府所设的包括内阁总理大臣在内的各项职务随之取消。

## 组成
- 内阁总理：巴德玛多尔济（内务衙门长兼充）
- 陆军衙门长：札密养多尔济
- 外务衙门长：车林多尔济
- 内务衙门长：巴德玛多尔济
- 司法衙门长：那旺纳林
- 财政衙门长：罗布桑巴尔丹